# Селья (Торі)
Се́лья (ест. Selja küla) — село в Естонії, у волості Торі повіту Пярнумаа.

## Населення
Чисельність населення на 31 грудня 2011 року становила 295 осіб.

## Географія
Через село проходить автошлях 5 (Пярну — Раквере — Симеру).
На захід від села прокладена залізниця. Найближча до села станція — Торі.
На північній околиці села розташований ставок (Selja tiik).

## Видатні особи
У селі народився естонський письменник Андрес Саал (1861—1931).